# Kallambalu, Heggadadevankote
Kallambalu là một làng thuộc tehsil Heggadadevankote, huyện Mysore, bang Karnataka, Ấn Độ.